# Termés

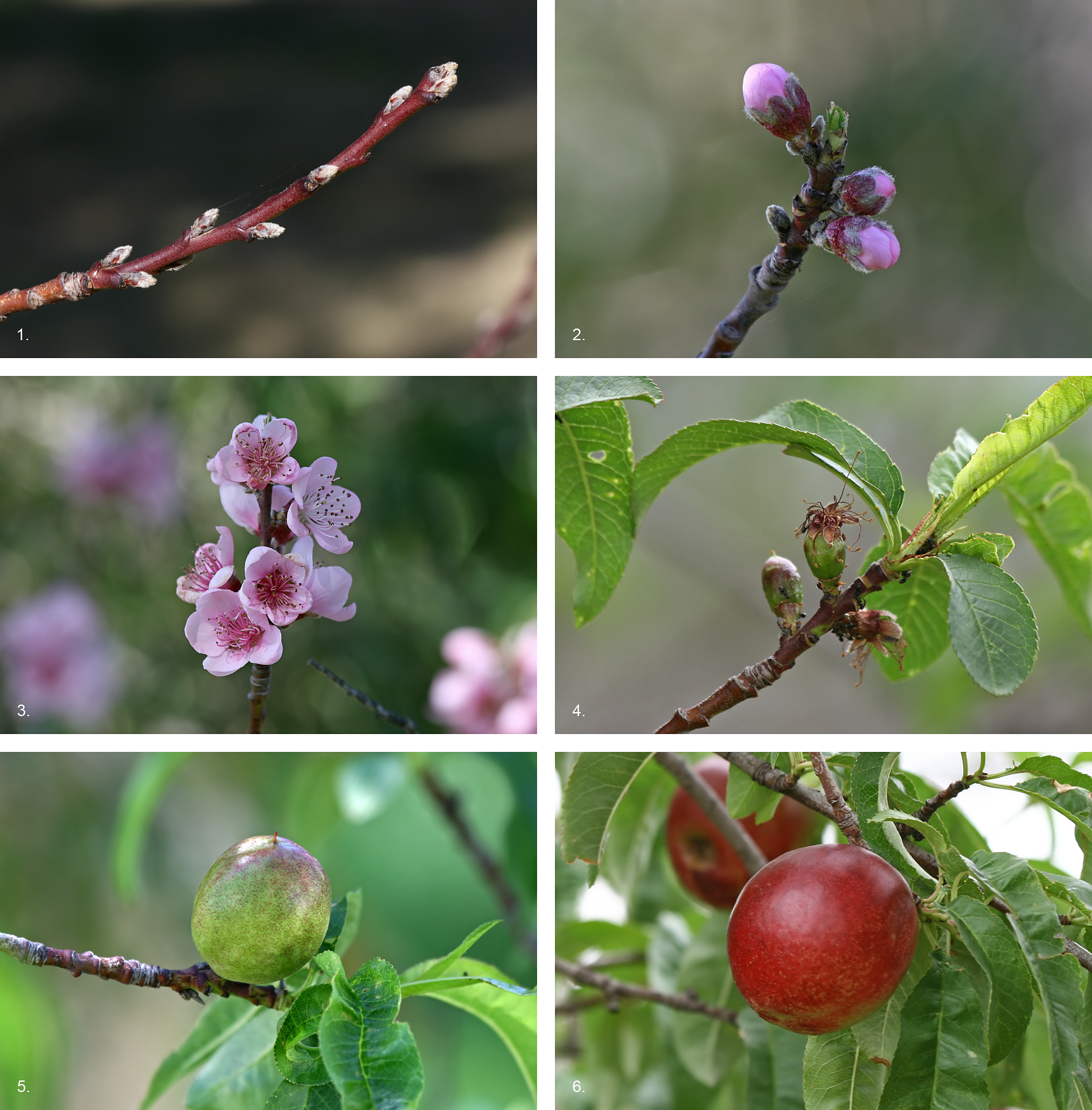
A nektarin termésének kialakulása
1. Tavasszal a vízfelvétel hatására a levél- és virágrügyek megduzzadnak, a rügyben az osztódó szövetek gyorsan osztódnak és differenciálódnak
2. A kibomló, fiatal virágrügyekben a párta és a csésze már jól elkülöníthető
3. A kihajtott virágokban látható a porzók és a termő megtermékenyítés előtti állapota
4. A megtermékenyítés után elhalnak a szirmok, a porzók, és a magház falának sejtjei osztódni kezdenek
5. A sejtek nagyobbodnak, ezzel nő a termés mérete. Elkezdődik a klorofill lebomlása, amitől a termés héja színesedik
6. A kifejlett, érett termés héját vörösre színezik a karotinoidok és az antociánok; az édes íz a szerves savak lebomlásának és a cukrok felhalmozódásának eredménye

A termés (fructus) a zárvatermők (Magnoliophyta) sajátos, más növénycsoportra nem jellemző szerve, amely a termőből vagy csak annak magház részéből alakul ki.
Termésszerű képletekkel találkozhatunk egyes nyitvatermőknél is; ilyen például a tiszafafélék húsos magköpenye, az arillus, a csikófarkfélék álbogyója stb. A zárvatermők termése azonban a zárt magházból fejlődik ki, ami a nyitvatermőkre egyáltalán nem jellemző.
A nyersen és frissen fogyasztásra alkalmas, édes terméseket és álterméseket gyümölcsöknek nevezzük. Számos nyelv nem különböztet meg a termés és a gyümölcs fogalmát.

## A mag és a termés
A virágos növények fajfenntartását az úgynevezett reproduktív hajtások szolgálják. Az új sporofiton kezdeményt tartalmazó mag már a nyitvatermőknél kialakult, és a spóra helyett ez vált a faj szaporító, elterjesztő egységévé. Valódi termése azonban csak a zárvatermőknek van. A magok fejlődése és a termés érése közben a termő jelentősen átalakul. A termésfal a termő magházának falából képződik osztódásokkal és differenciláódással, miközben a magházban található magkezdemények magokká fejlődnek. A magok vagy a beérett termésben maradnak, vagy a termésfal felnyílása után kiszóródnak abból. A termésfal szerkezetében általában (mennyiségében és szerkezetileg) is a mezokarpium a meghatározó, bár más rétegek is válhatnak alapvetően fontossá; ilyen például a csonthéjas termésekben az elfásuló (szklerenchimatizálódó) endokarpium).
A mezokarpium alapvetően két irányban fejlődhet:
- szklerenchimatizálódik, tehát kiszárad és megkeményedik;
- elhúsosodik, tehát a vékony falú, parenchimatikus sejtek sok vizet és vízben oldott cukrot halmoznak fel.

A termés mindkét esetben lehet zárt vagy felnyíló.
A termések klasszikus csoportosításaiban az elkülönítéseket számos elhanyagolás teszi pontatlanná, a valódi és az áltermések fogalma gyakran összemosódik. Éppen ezért meg kell különböztetnünk a „termés” fogalmának szűkebb és tágabb jelentését; utóbbiba beletartoznak az áltermések is, előbbibe csak a valódiak.

### Áltermések
Az áltermések képződése is a termőből indul, de ezek kialakításában részt vesznek más virágrészek is (például a vacok vagy a csészelevél).

### A nyitvatermők magvait védő képződmények
A nyitvatermők magvait nem tekintjük terméseknek, de ezek körül is alakulnak ki termésszerű, a magot védő képződmények. A cikászok (Cycadophyta) és a fenyők (Pinophyta) magvait szorosan egymásra boruló, elfásodó, kemény tobozpikkelyek borítják. A páfrányfenyők (Ginkgophyta) magvának héja kétrétegű: egy kemény belső és egy elhúsosodó, gyantás külső rétegből áll. Még inkább a zárvatermők terméseire emlékeztet a tiszafák (Taxales) magvait burkoló magköpeny (arillus) — a közönséges tiszafa (Taxus baccata) termése pirosas színével és édes ízével csalogatja a madarakat. Némely tiszafafajok magköpenye teljesen beburkolja a magot, míg másoké — így a közönséges tiszafáé — szabadon hagyja annak csúcsát. Ún. tobozbogyók (galbulus) alakulnak a borókák (Juniperus) nőivarú tobozainak elhúsosodó pikkelyleveleiből és a csikófarkfélék (Ephedra) magvait védő levélképletek elhúsosodásával.

## A termés kialakulása

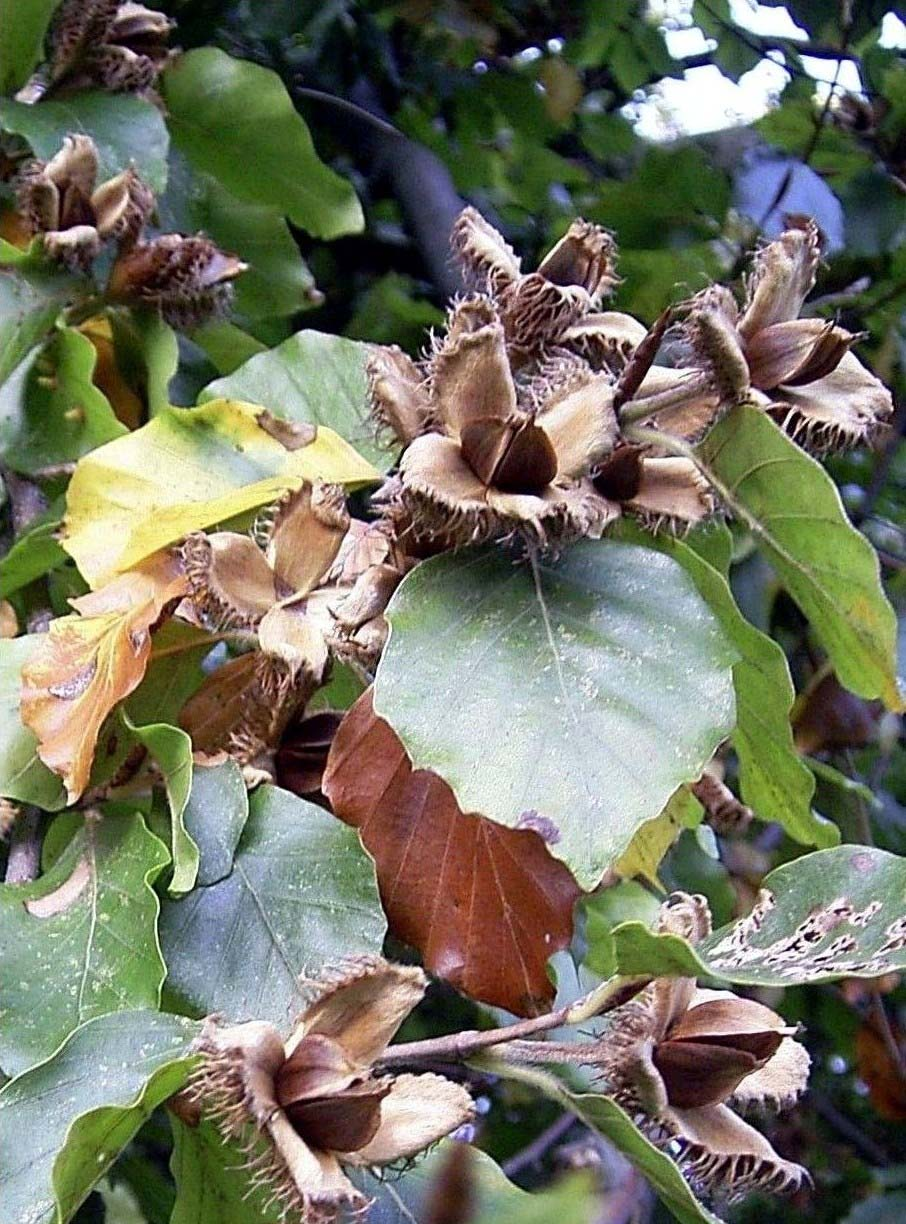
A bükk makktermései négyfelé kovadó kupacsokban

A termés a megtermékenyítés után alakul ki. Ekkor ugyanis a virág takarólevelei (párta, csészék, lepel) és porzói elfonnyadnak, elhalnak (kivételes esetben megmarad a csésze, mint ezt például a szamóca vagy éppen az alma termésén láthatjuk). A termő bibéje és bibeszála is elszárad, csak a magház marad meg, mely azután terméssé alakul. A termés fejlődési folyamata hármas, három fő szakaszra osztható:
- sejtosztódás, vagyis a magház sejtszámának gyarapodása következik be, vagyis a termés lassan elkezd növekedni;
- sejtnyúlás, amelynek folyamán az osztódás folyamán kialakult sejtek a hossztengelyük irányába nagyobbodnak, ezáltal a termés tovább növekszik; a sejtnagyobbodás is ide tartozik, amely azt jelenti, hogy a sejtek nemcsak hosszirányban, hanem a tér minden irányába tovább fejlődnek, és ezáltal a termés méretét gyarapítják, még az el nem éri a végleges méretét, mely elsőrendűen fajra jellemző, vagyis a genetikai állományban, a génekben rögzített, és a környezet kissé módosíthatja (jobb táptalaj, tápoldatok használata, aszályos vagy éppen esős év stb.);
- érési periódus, melynek során több kémiai folyamat is lezajlik a termésben. Egyrészt vitaminok, hormonok, cukrok halmozódnak fel, a szerves savak lebomlanak, másrészt a klorofillok lebomlanak, és karotinoidok, valamint antociánok halmozódnak fel, melyek kialakítják a termés színét (piros, narancs, sárga, vörös, lila, kék stb.). Az érésért a növényi hormonok közül főképp az etilén (etén) felelős.

A magház falából termésfal (pericarpium) fejlődik, amely általában három jól elkülöníthető rétegre oszlik fel (néhány termés van, melyben csak egy vagy kettő réteg ismerhető fel):
- külső termésfal (exocarpium): a hajtás bőrszövetére emlékeztet, gyakran kutikula borítja, vastag viaszréteggel, olykor gázcserenyílások (sztómák), szőrök is lehetnek rajta, ritkán elparásodik, mi több el is tud fásodni;
- középső termésfal (mesocarpium): igen változatos felépítésű réteg, mely igen vékony falú parenchimasejtekből áll, érett állapotban lédús, cukor- és ízanyagokat tartalmaz, benne gyakran mechanikai alapszövetek is képződnek (például a körte és a birs termésfalában kősejtek). Száraz termésekben az érés folyamán ez a réteg elhal, kiszárad;
- belső termésfal (endocarpium): lehet vékony, bőrszövet-jellegű, mint például a paprika termésében, vagy éppen kősejtekből álló mechanikai szövetté alakul, mint az a csonthéjas gyümölcsöknél látjuk (őszibarack, cseresznye, mandula stb.). Másutt lédús szőrökké fejlődik, mint a citrom vagy a narancs endokarpiumában, míg egyes bogyótermésekben teljesen el is tűnik, csak vékony rétegként marad meg (például szőlő).

## A termések típusai, osztályozása
A termések jelen osztályozásának fő szempontjai:
- a termésfal felépítése szerint
  - a húsos termés fala sok vizet tartalmaz,
  - a száraz termés falában kevés a víz.

- a magok kijutásának módja szerint vannak:
  - zárt termések és
  - felnyíló termések.

Utóbbiak legtöbbször a termőlevelek összenövésének vonalai, az ún. kopács mentén nyílnak fel.
- a termőlevelek száma szerint
  - az egyszerű termések egy termőből alakulnak ki
  - az összetett termés több termőből jön létre, aminek két módja:
    - egyetlen virág apokarp ginőceumából, illetve
    - több virág, azaz a virágzat összelovadásával (terméságazat).

A termések fajtái:

### Egyszerű száraz termések

#### Felnyíló száraz termések

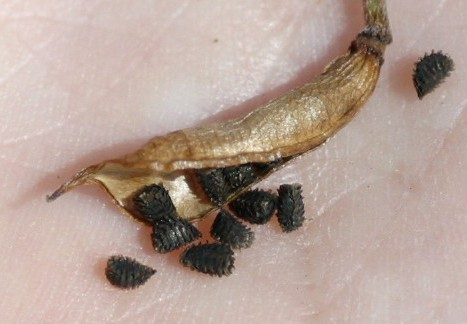
Mezei szarkaláb – Consolida regalis tüszője

A felnyíló száraz termések közé tartozik a tüszőtermés, a hüvelytermés, a toktermés, a becőtermés és a becőketermés.

##### Tüszőtermés(folliculus)
A tüsző egy termőlevélből, felső állású magházból, gyakran apokarp termőtájon fejlődő termés. A termőlevél szélének egyik oldalán, a hasi varraton felülről lefelé nyílik. Monomer, általában többmagvú — ilyen például a szarkaláb (Consolida spp.) termése.

##### Hüvelytermés(legumen)

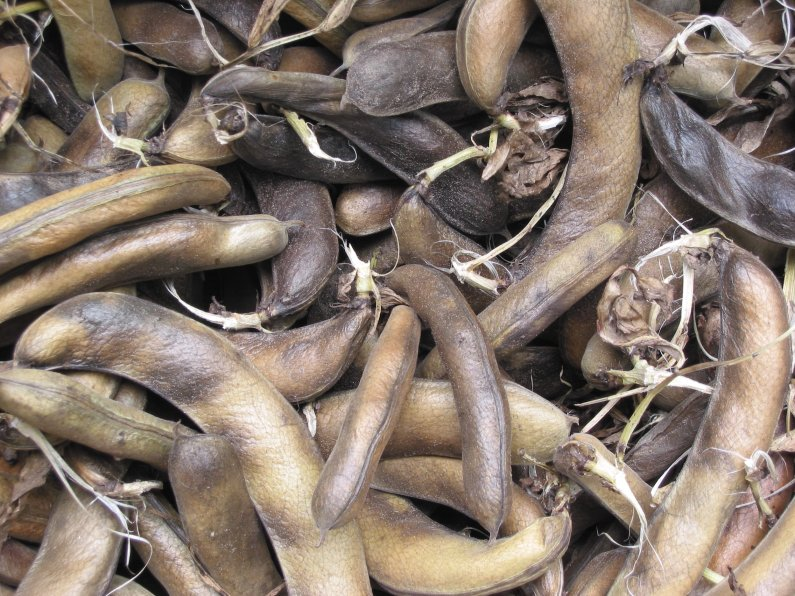
Kiszáradt hüvelytermések

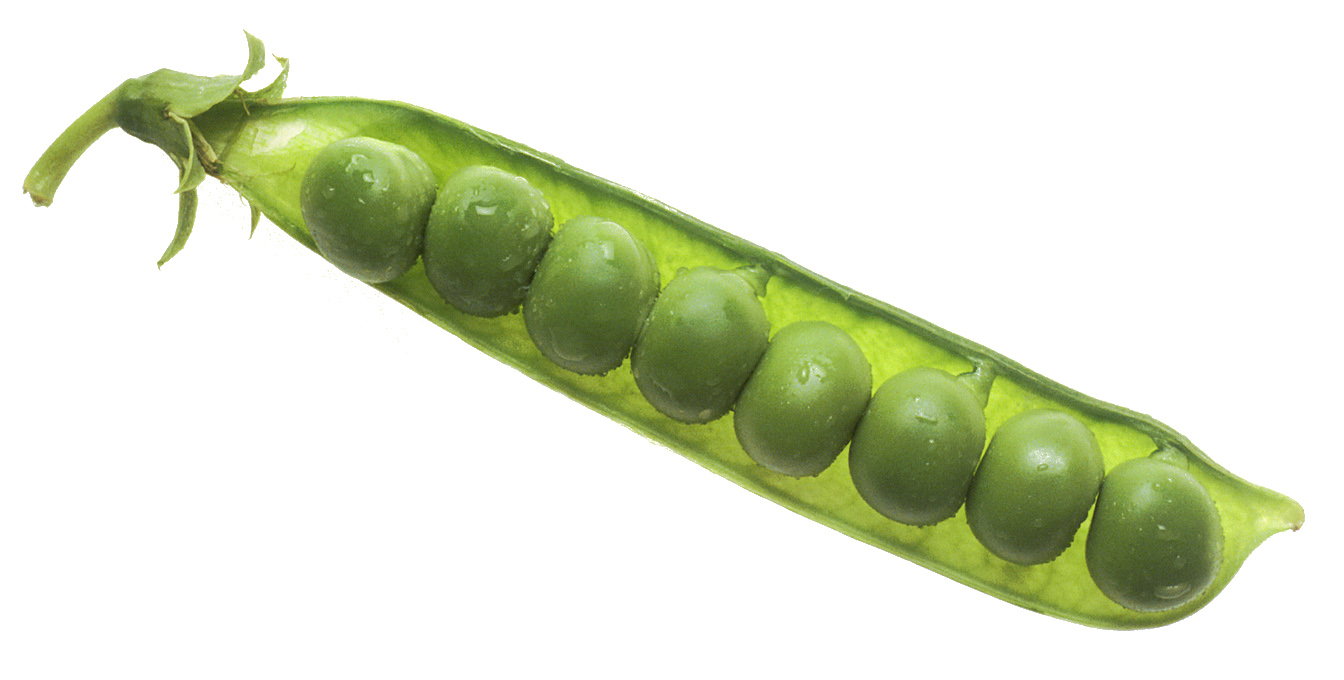
Borsó (Pisum sativum) felnyitott hüvelye

A hüvely monokarp monomer eredetű, egy termőlevélből, felső állású magházból alakuló, rendesen két falrésszel (kopáccsal) a háti főér és a hasi varrat mentén nyíló több magvú termés. Kivételesen lehet cikkekre tagolódó (pl. közönséges pagodafa, (Styphnolobium japonicum), csigaházszerűen csavarodott (pl. lucerna), egymagvú (baltacim) vagy fel sem nyíló hüvely (például a földimogyoróé).
Vannak nem felnyíló, részekre eső, sőt, elhúsosodó hüvelyek is. A pillangósvirágúak (Fabaceae) jellemző termése

##### Toktermés(capsula)

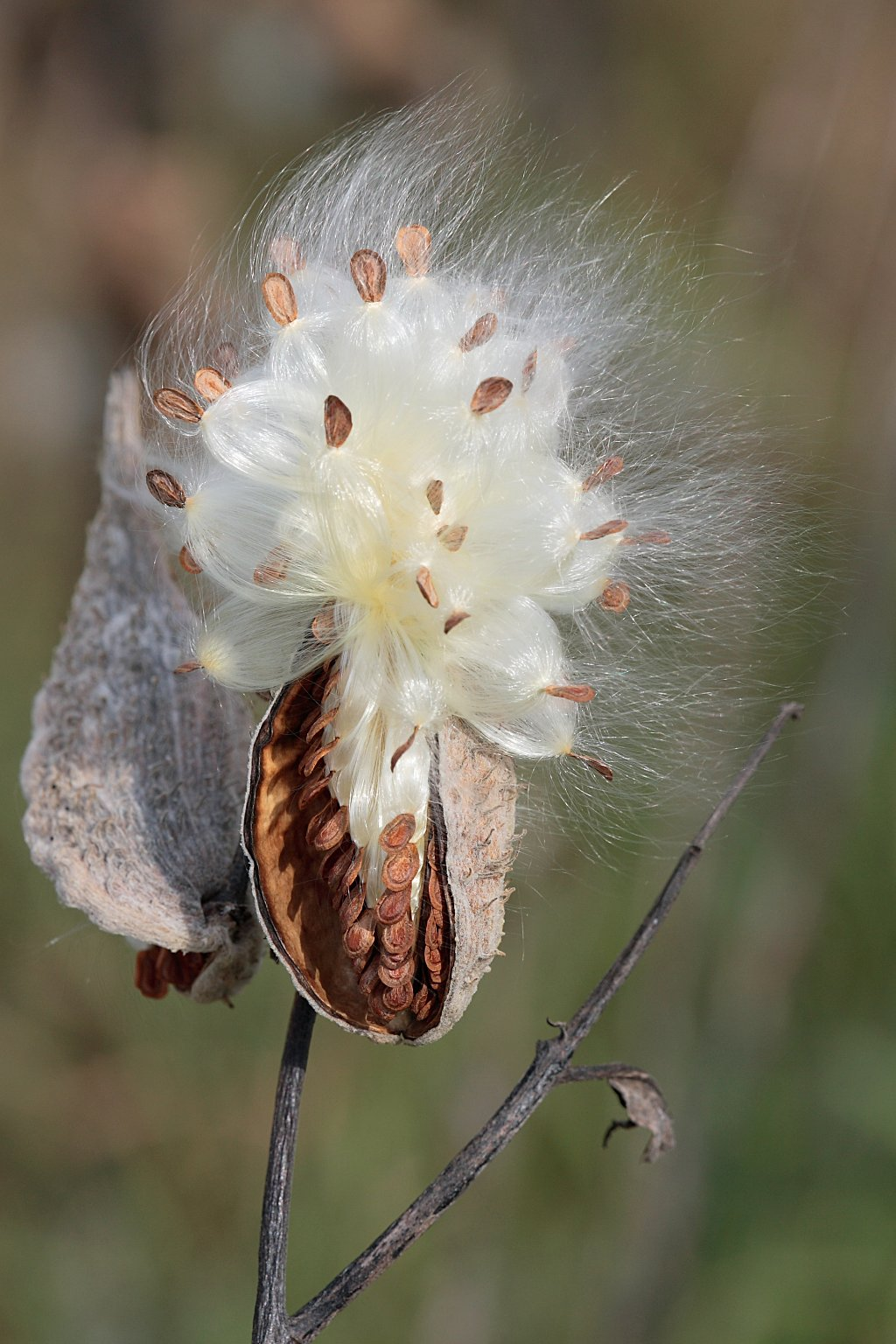
Felnyíló toktermés repítőkészülékes magvakkal

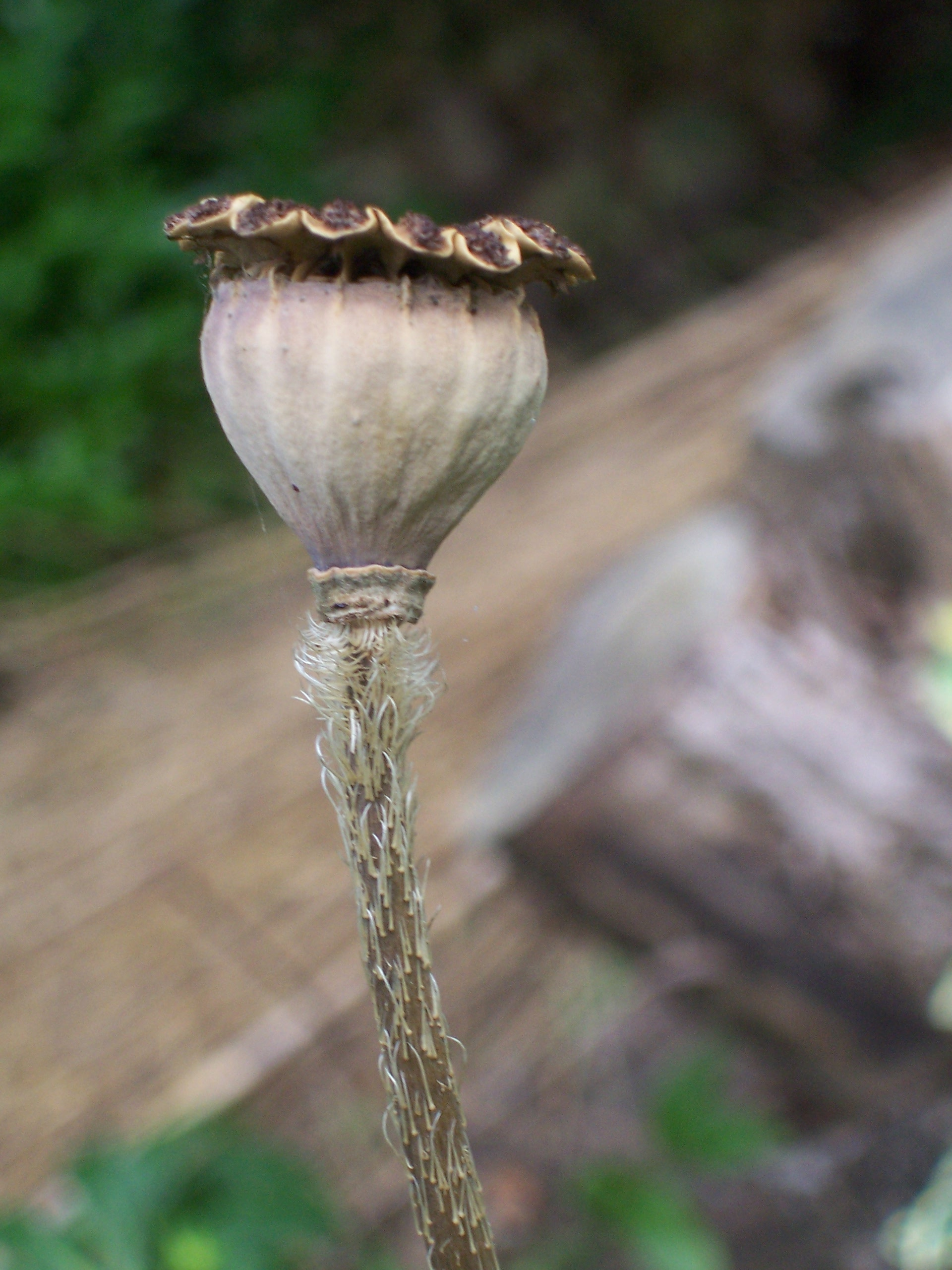
Lyukakkal nyíló toktermés

A tok két vagy több termőlevélből alakul ki és lehet egy vagy több üregű. Általában felső állású magházból fejlődik, de az amarilliszfélék (Amaryllidaceae) toktermése alsó állású. A tok csaknem mindig többmagvú. Egymagvú a perjeszittyó (Luzula spp.) toktermése.
Felnyílhat kopácsokkal (pl. csattanó maszlag, nőszirom), kupakkal (például beléndek) vagy lyukakkal (mák, pipacs stb.), sőt lehet becőszerű is, de álválaszfal nélkül (vérehulló fecskefű). A beléndek (Hyoscyamus spp.)  fedőszerű teteje egészben, sapkaszerűen esik le. A kopácsokat eredetük szerint szepticidikus, lokulicidikus és szeptifragilis csoportokra osztjuk.

##### Becőtermés(siliqua)

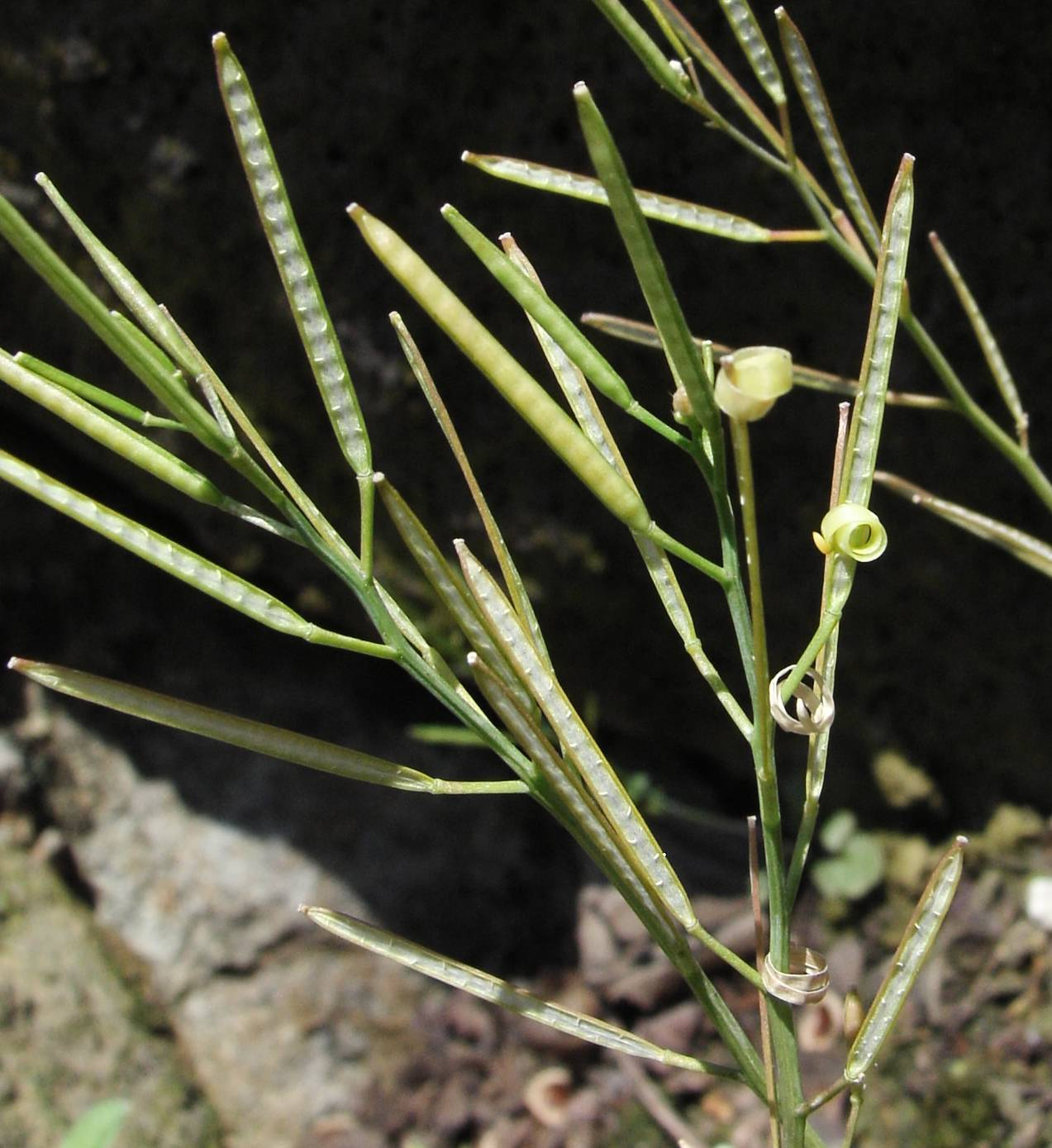
A becőtermés

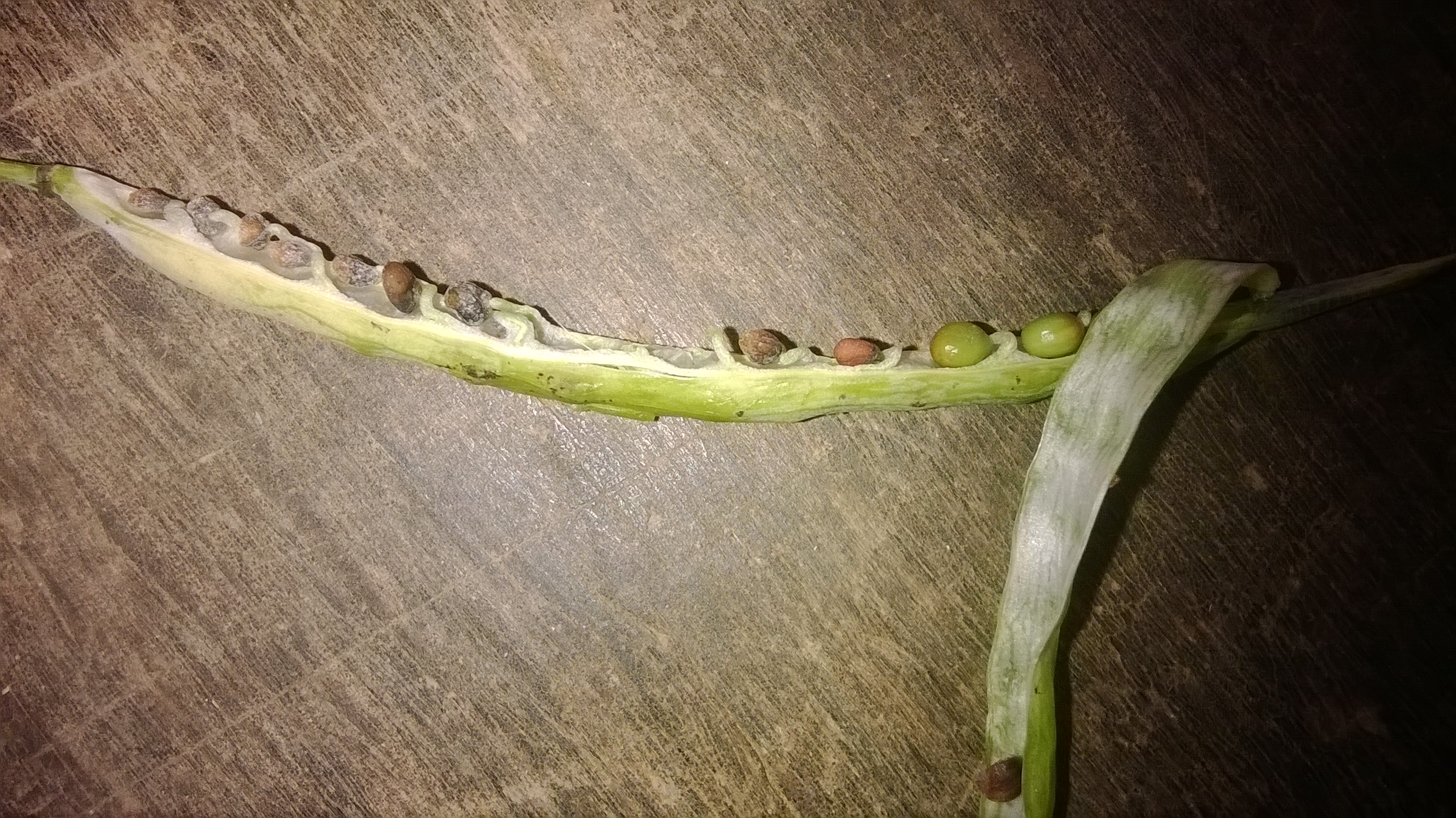
Fekete mustár (Brassica nigra) becője

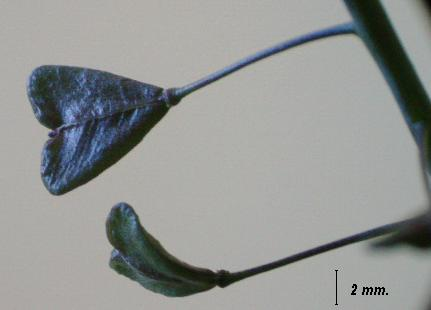
Pásztortáska (Capsella bursa-pastoris) becőkéje

A becőtermés két termőlevélből és felső állású magházból alakuló, két kopáccsal alulról felfelé nyíló száraz termés. Üregét a placentából származó álválaszfal (replum) két részre osztja, s a magvak hártyás álrekeszfalon ülnek. Ha hossza kb. olyan mint a szélessége, akkor becőkének (silicula) hívjuk. Főképp a káposztafélékre (Brassicaceae) jellemző terméstípus. Becője van pl. a mustárnak, reteknek, káposztának, illetve becőkéje pl. a pásztortáskának, zsázsának.

#### Zárt száraz termések
A zárt száraz termések közé tartozik a lependék, az ikerlependék, a kaszat, az ikerkaszat, a makk, a makkocska, az aszmag és a szemtermés.

##### Lependék(pterodium)
A lependék felső állású, két termőlevelű magházból kifejlődő szárnyas makktermés. A termésfal egy részéből hártyás repítőfüggelék fejlődik (pl. szil, kőris, bálványfa).

##### Ikerlependék(samara)
Az ikerlependék voltaképpen szárnyas ikermakk, s a részterméseket villás terméstartó (karpofórum, carpophorum) kapcsolja egybe (pl. juhar).

##### Kaszat(achaenium)
A kaszat alsó állású, két termőlevélből alakuló, száraz, zárt termés. A termésfal nem nő össze a maghéjjal. A módosult csészelevelekből a termés csúcsán gyakran repítő szerkezet, azaz bóbita (pappus) fejlődik. Ez a terméstípus kimondottan az őszirózsafélék (Asteraceae) sajátossága.

##### Ikerkaszat(diachaenium)
Az ikerkaszat alsó állású, két termőlevélből alakuló, száraz, zárt ikertermés. A részterméseket a terméstartó vagy karpofórum kapcsolja össze. A termésfalban a bordák irányában szállítónyalábok, a barázdák mentén illóolaj-járatok vannak. Kimondottan ernyősvirágzatúak termése.

##### Makk(nux, glans)
A makk több termőlevélből, felső  állású magházból fejlődő, fásodott termésfalú, egymagvú zárt termés. A termésfal nem nő hozzá a maghéjhoz. Gyakran fellevelekből vagy virágtengelyből képződő kupacs (cupula) veszi körül (pl. mogyoró, tölgy, bükk, szelídgesztenye).

##### Makkocska(carcerulus)
A makkocska a makk apróbb termetű alakja, rendesen két-több termőlevelű magházból részekre tagolódás útján – általában négyesével keletkezik, s csészelevelek borítják (pl. ajakosvirágúak).

##### Aszmagtermés(nucula)
Az aszmagtermés apokarp termőtájból, felső állású, egy termőlevelű, együregű magházból, egymagvú száraz termés. Kemény, de nem fásodó termésfala nem nő a maghoz (pl. pimpó, iszalag).

##### Szemtermés(caryopsis)

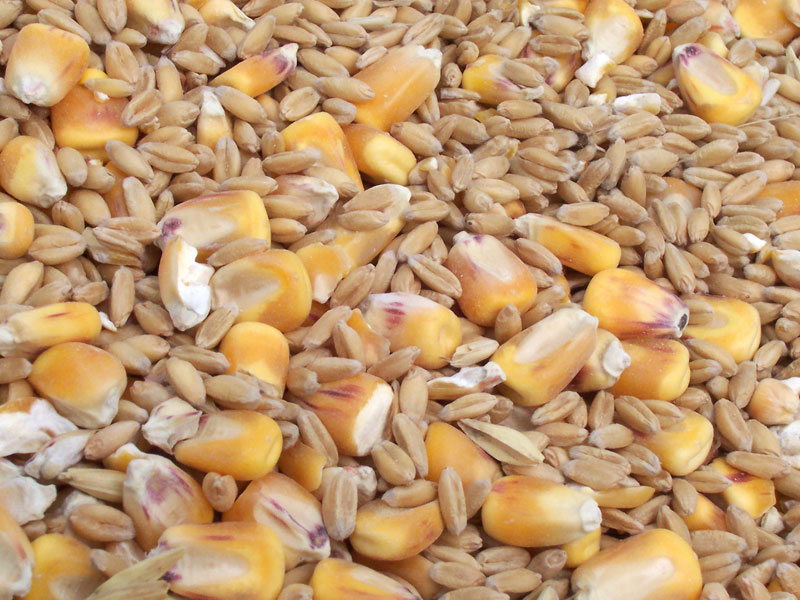
A kukorica és a búza szemtermése

A szemtermés felső állású magházból keletkezett száraz termésfalú, zárt, egymagvú termés, melynek maghéja a terméshéjjal összenőtt (pl. perjefélék – Poaceae). Előfordul, hogy a toklászok is összenőve, ekkor toklászos szem fejlődik.

### Egyszerű húsos termések
Az egyszerű húsos termések közé soroljuk a bogyót, a csonthéjas termést és a kabakot.

#### Bogyótermés(bacca)

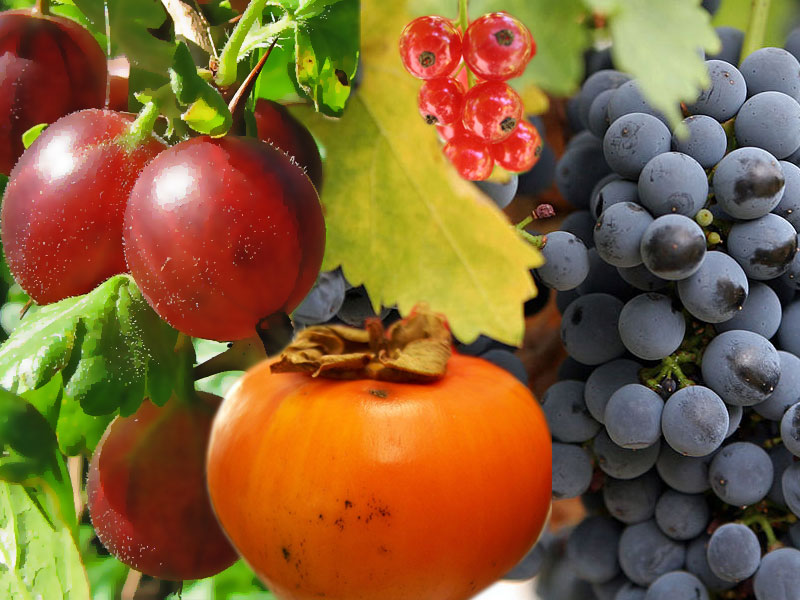
Különféle bogyótermések

A bogyótermés alsó vagy felső állású, egy vagy több termőlevelű magházból keletkező, több magvú, elhúsosodó falú termés. Külső termésfala bőrnemű, középső és belső termésfala húsos, lédús, ebben ülnek magvak (pl. szőlő, ribiszke).
A bogyótermések közé soroljuk az ún. narancstermést is (pl. citrom, narancs). Ennél a termő 5–12 termőlevélből alakul (szünkarp termőtáj), anatróp magkezdeményekkel. A termés exokarpiuma bőrnemű, élénk sárga antoklór színezéktől megfestett sejtekkel, olajtartókkal. A mezokarpium tulajdonképpen vékony, fehéres szklerenchimaszerű szövetből áll. Az endokarpium mint vékony bőr béleli a termésüreget. A megtermékenyítés után ennek sejtjei osztódni kezdenek, s rajta kis kinövések, kipúposodások támadnak a termésüreg felé. Majd ezek lédús tömlőkké, rostokká lesznek. Ez az endokarpium adja a termés ehető részét.

#### Csonthéjas termés(drupa)

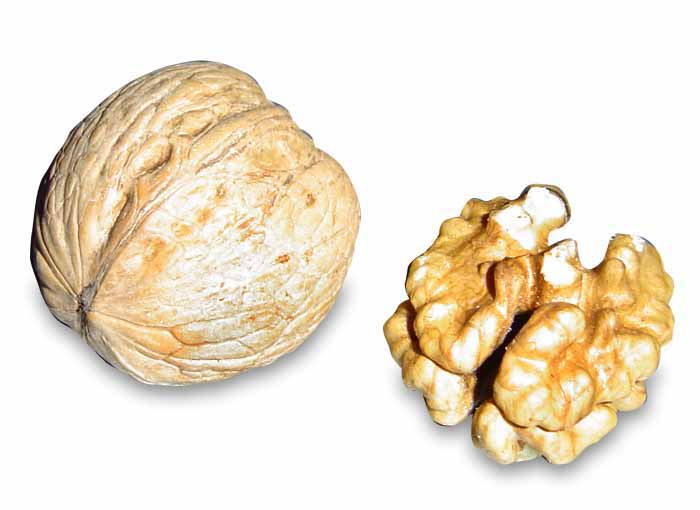
A dió csonthéjas termése

A csonthéjas termés felső vagy középső állású magházból, egy termőlevélből fejlődő termés. Exokarpiuma bőrnemű, mezokarpiuma leveses-húsos és éretten édes, az endokarpiuma kősejtekből felépülő „csonthéj”. Ezen belül található a mag. A csontkemény endokarpium a maggal együtt az ún. „kőmagot” alkotja (pl. szilva, meggy, cseresznye, barack, dió, mandula). Ez utóbbi két terméstípus – dió és mandula – exo- és mezokarpiuma éretten felhasad.

#### Kabak(peponium)

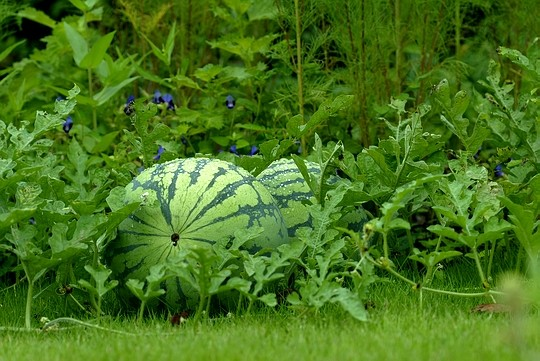
A dinnye kabaktermése

A kabak alsó állású magházból, többnyire 3 termőlevélből kifejlődő nagyméretű termés. Külső termésfal kemény-húsos, középső termésfala leveses-húsos. Ezen belül találhatóak az elhúsosodott  válaszfalak töltik ki a voltaképpeni belső termésfalrészt, s itt vannak a magvak (pl. tök, uborka, dinnye).

### Csoportos és áltermések

#### Társas tüsző
A társas tüsző apokarp termőtájból keletkező, egységesnek látszó tüszőcsoport (pl. gyöngyvessző, bazsarózsa).

#### Csoportos csonthéjas termés

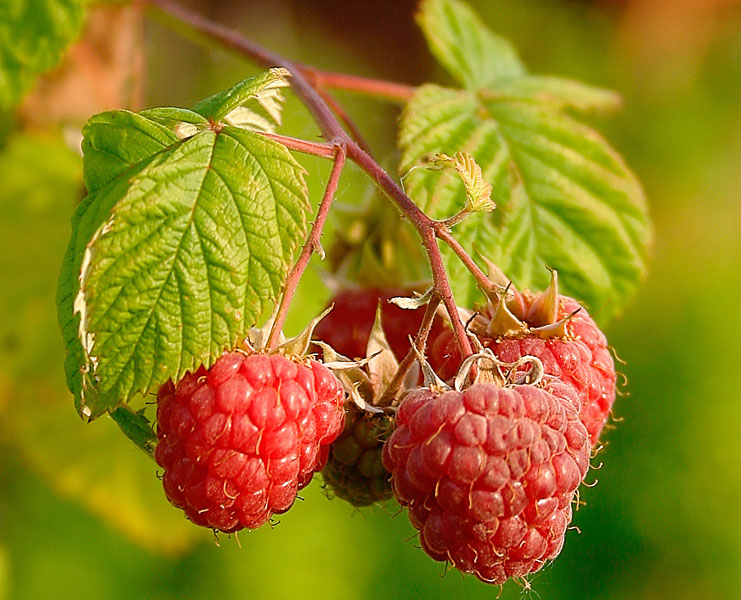
Csoportos csonthéjas termés

A csoportos csonthéjas termés apokarp termőtájból kialakuló, apró csonthéjas termések halmaza (pl. málna, szeder, szamóca, eper).

#### Szamócatermés

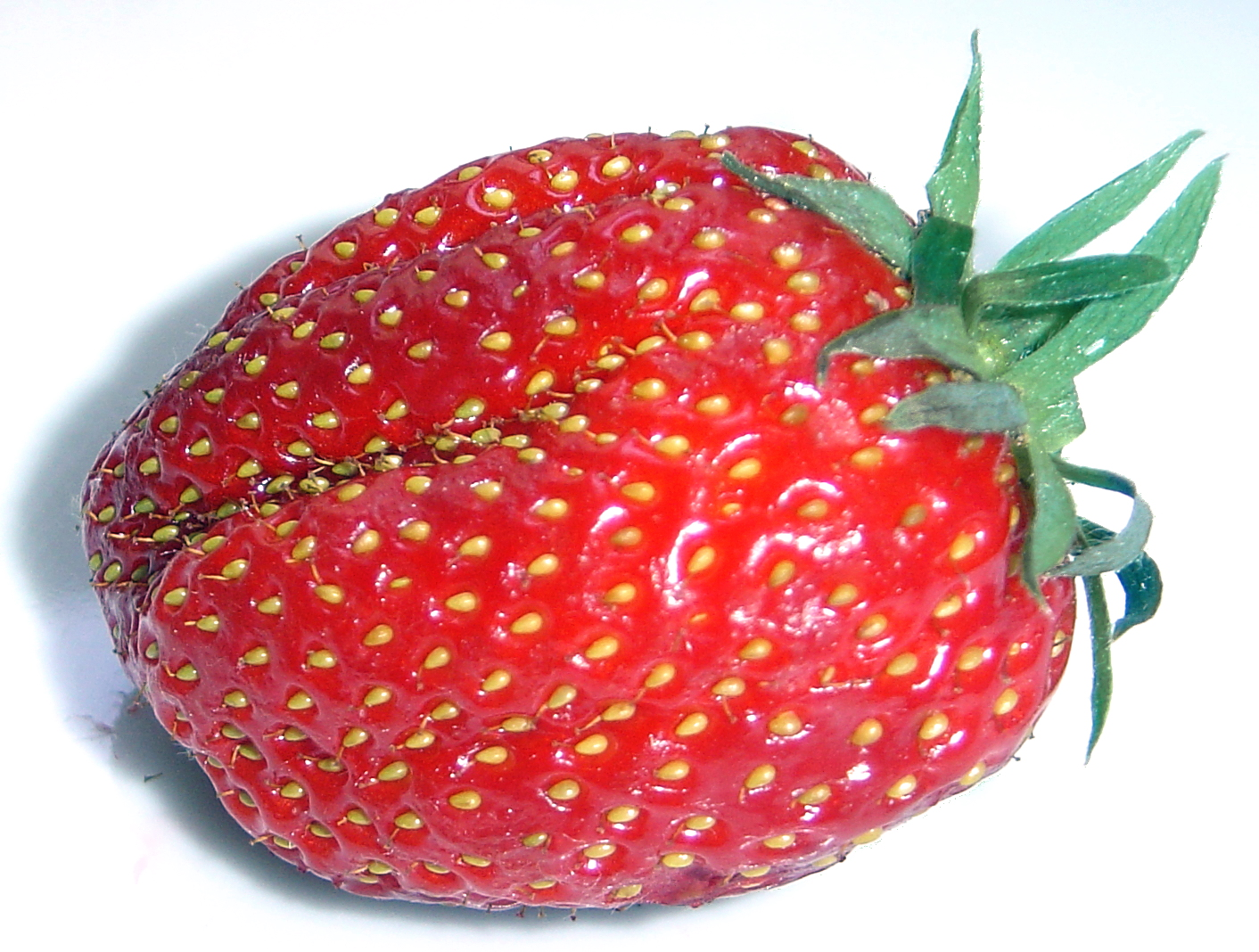
A szamóca termése

A szamócatermés apokarp günőceumból fejlődő aszmagtermések csoportja, melyek az elhúsosodó, kúpszerű vacokba süllyednek (pl. földi eper).

#### Epertermés
Az epertermés a fehér eperfa (Morus alba) álterméscsoportja. Az egyes aszmagterméseket az elhúsosodó lepellevelek burkolják.

#### Csipkebogyó
A csipkebogyó apokarp termőtájból keletkező aszmagtermésekből áll, amelyek az elhúsosodó serleg alakú vacok belsejében ülnek. Az áltermés egészben hull le, a vacok peremén csészelevelek láthatók (pl. vadrózsa).

#### Fügetermés
A fügetermés különleges serlegvirágzatból keletkezik, amelynek serlegszerű virágtengelyén a virágok befelé tekintenek, és az elhúsosodó virágtengely zárja magába az egyes apró aszmagterméseket.

#### Almatermés(pomum)
Az almatermés alsó állású, általában öt termőlevelű, apokarp termőből képződő áltermés. Húsos fala a vacokból alakul ki. Endokarpiuma pergamenszerű, ez az ún. „csutka”, mely tulajdonképpen társas tüszőtermésnek tekinthető (pl. alma, körte, naspolya, berkenye, birs). Áltermés, amelynek kialakításában a termőn kívül más virágrészek is részt vesznek.